# جدل
جَدَل یا مُجادِلِه (به انگلیسی: Polemic) استدلالی است که از قضیه‌های مشهور یا مورد قبول مخاطب تشکیل می‌شود، و برای قانع‌سازی طرف مقابل به کار می‌رود؛ هنر مجادله عبارتست از هنر مباحثه به گونه‌ای که شخص فارغ از درستی یا نادرستی موضعش، از آن عقب‌نشینی نکند.
صورت سادهٔ جدل این است که یکی دیگری را با پرسش‌های پی‌درپی و متعدد روبه‌رو می‌کند به‌طوری‌که سرانجام او به تناقض‌گویی بیفتد و محکوم شود. در این مبارزه کسی که بتواند از پذیرفته‌های طرف مقابل بهره گیرد و او را به بن‌بست بکشاند، پیروز می‌شود.
مادهٔ جدل بایستی از مسلمات و مشهورات باشد؛ شخصی که اعتراض خود را به صورت سؤال مطرح می‌کند، باید از مسلمات استفاده کند زیرا شخص دوم آن‌ها را پذیرفته و با فرض صدق آن‌ها به سؤالات طرف مقابل پاسخ می‌دهد. کسی که از عقیدهٔ خود دفاع می‌کند، باید از مشهورات بهره ببرد. مقصود از جدل، به دست آمدن یقین نیست، بلکه قانع‌سازی طرف مقابل است. جدل می‌تواند در دفاع از باورها و تمرین ذهن برای تسلط بر جوابگویی و سخن‌وری استفاده شود.
در جدل ممکن است از استقراء هم استمداد کرد. چه به قول خواجه طوسی اگرچه قیاس به عقل نزدیک تر است و التزام آن تمام تر، اما استقراء به حس نزدیک تر است و در اقناع مفیدتر، و به سبب استشهاد به امثله جمهور مقبول تر.